# Myopa nigriventris
Myopa nigriventris är en tvåvingeart som beskrevs av Enrico Adelelmo Brunetti 1923. Myopa nigriventris ingår i släktet Myopa och familjen stekelflugor. Inga underarter finns listade i Catalogue of Life.